# Gansen-ji

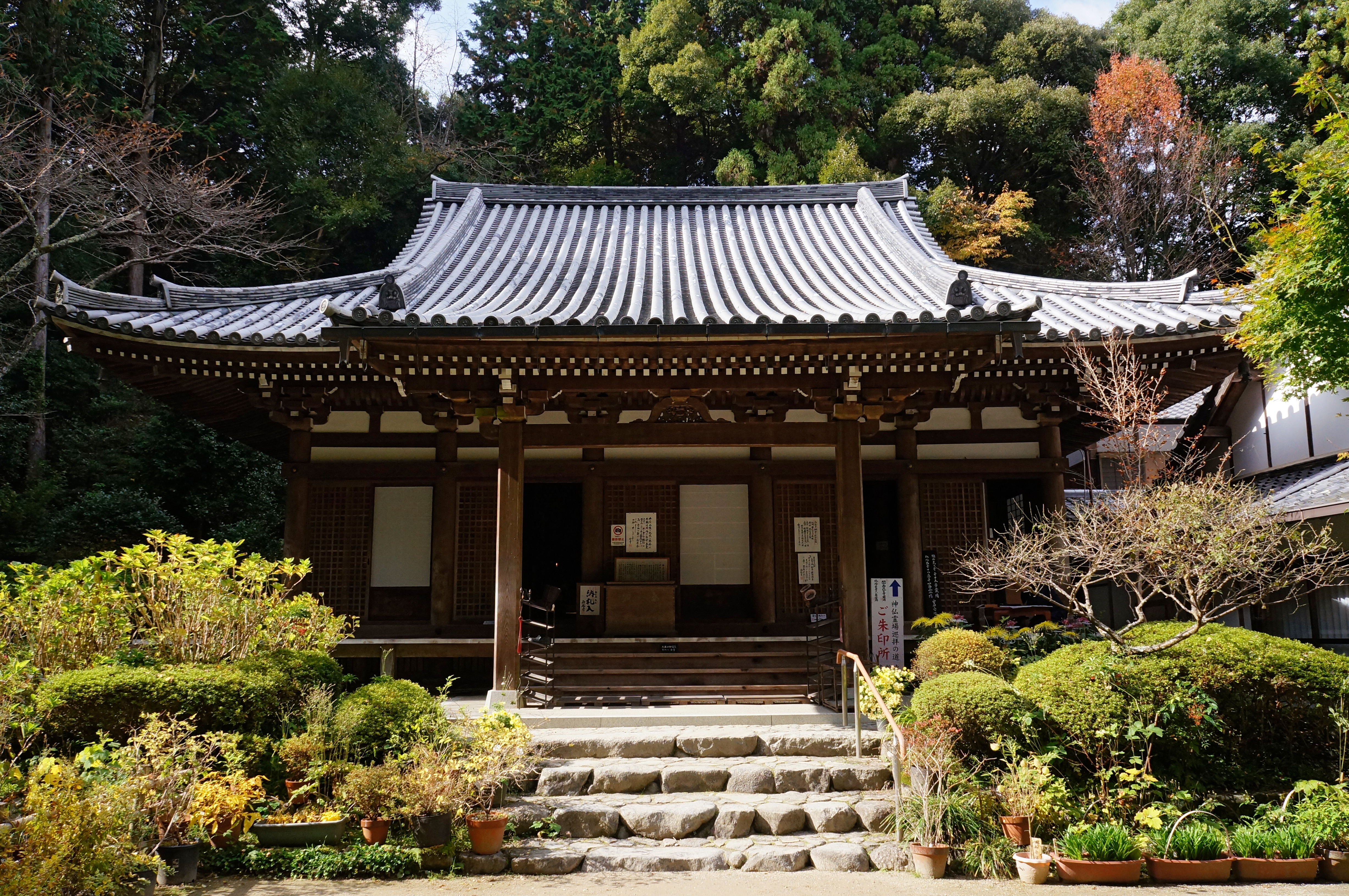
Haupthalle

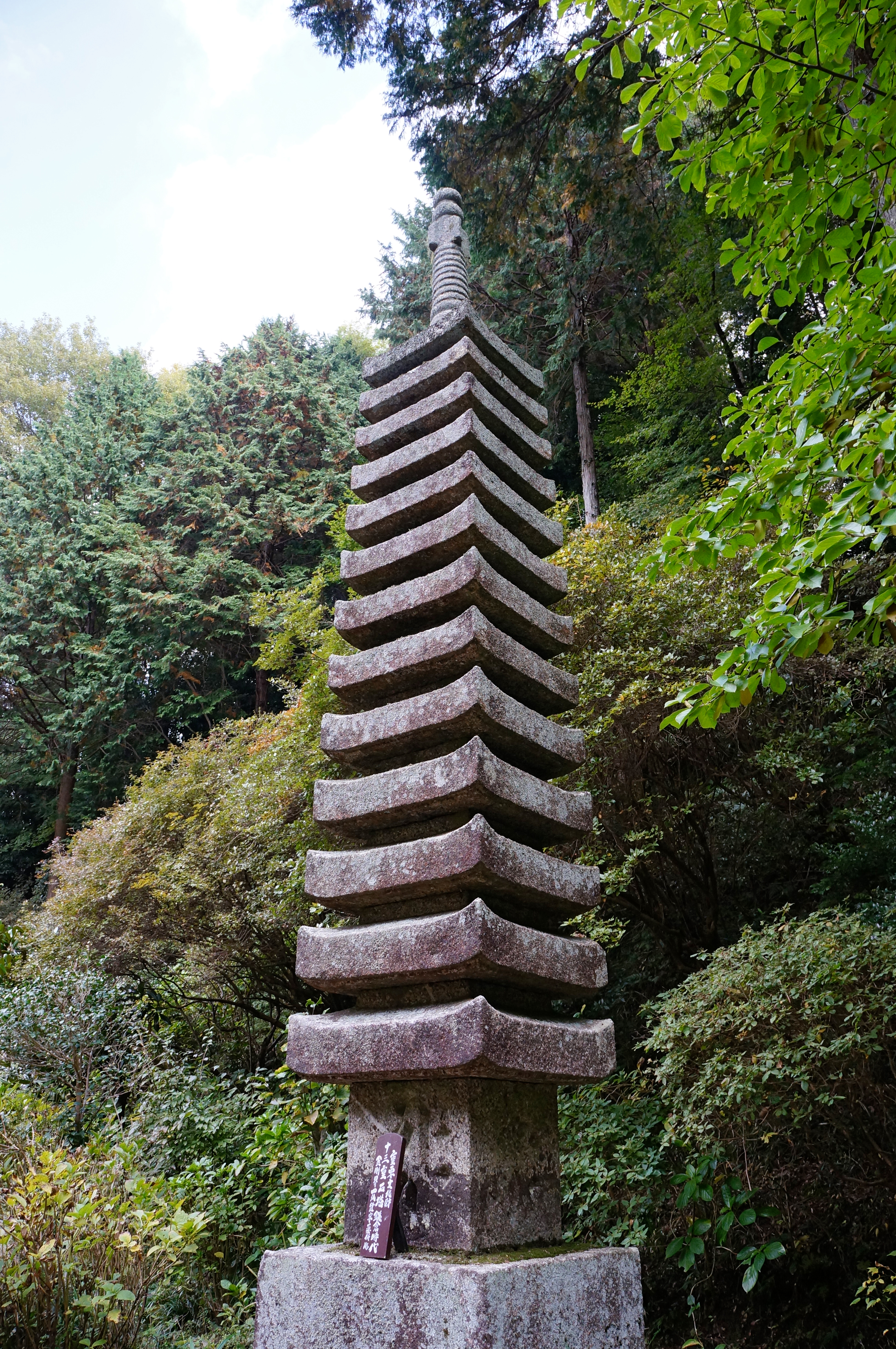
13-stöckige Steinpagode

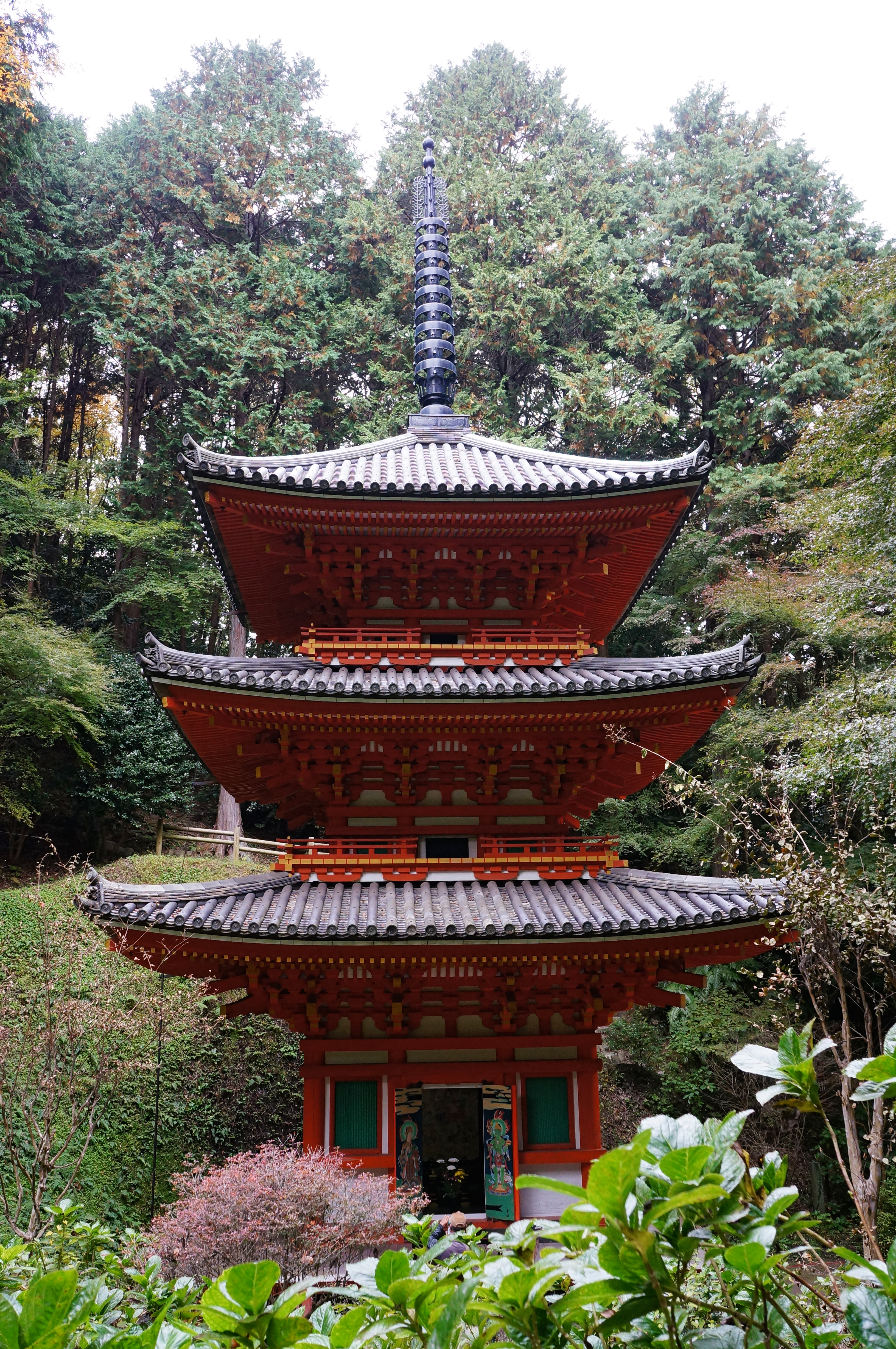
Dreistöckige Pagode

Der Gansen-ji (japanisch 岩船寺) ist ein Tempel in den Bergen am Ostrand der Stadt Kizugawa, Präfektur Kyōto. Der Tempel gehört zur Shingon-Richtung des Buddhismus.

## Geschichte
Der eigenen Überlieferung nach geht der Tempel auf einen Wunsch des Kaisers Shōmu zurück, demzufolge der Priester Gyōki im Jahr 729 eine Gebetshalle, die Amidadō (阿弥陀堂) errichtete. 806 nutzte Kūkai, zusammen mit der Tochter seiner älteren Schwester Chisen (知泉), die Anlage als 蒲頂堂 und errichteten den Shin’on-ji (新恩寺). Auf Anweisung des Kaisers Saga wurde dort die Taufe seines Sohnes, des späteren Kaisers Nimmyō durchgeführt. Nach weiteren Bauten erhielt der Tempel 813 seinen heutigen Namen.
Weiter stiftete die Kaiserin Tachibana no Kachiko (橘嘉智子) 10 Chō dem Tempel Reisfelder und Wälder im Umfang von 360 Chō. In seiner Blütezeit hatte das Tempelgelände einen Umfang von 36 Chō und besaß 39 Untertempel. 1221 wurde der Tempel von Soldaten in Brand gesetzt und konnte erst nach 1600 in bescheidenem Maße wieder errichtet werden.

## Die Anlage
Vor dem Tempeltor befindet sich zur Linken eine steinerne Wanne in Bootsform, die von den Mönchen zum Baden im kalten Wasser benutzt wurde und auf die möglicherweise der Name des Tempels zurückgeht. Hinter dem Tor links steht eine steinerne Stupa, eine Gorintō aus der Kamakura-Zeit, die als Wichtiges Kulturgut (◎) registriert ist. Dahinter steht eine flache Figur eines Fudō Myōō aus Granit und ein steinerner Buddha in einer Nische (石造仏龕, sekizō butsugan; ◎) – entsprechend der Inschrift – aus dem Jahr 1312 sowie eine 13-stöckige Steinpagode (◎).
Zur Rechten befinden sich das Refektorium und dahinter die Haupthalle. In der Haupthalle wird ein sitzender Amida-Buddha aus Holz (◎) verehrt. Aus einer Inschrift geht hervor, dass die Figur im Jahr 946 fertiggestellt wurde, möglicherweise zur Zeit der Tempelgründung. Der sitzende Buddha ist mit 2,85 m ungewöhnlich groß. Neben dem Buddha befindet sich ein Schrein mit einem kleinen Fugen Bosatsu (普賢菩薩; ◎) aus der Heian-Zeit. Der Altarbereich wird von den Vier Himmelskönigen aus dem Jahr 1293 geschützt.
Auf einer Anhöhe im Tempelgelände steht eine dreistöckige, 17,56 m hohe Pagode (◎) aus dem Jahr 1442. Innen sind hinter dem Altar die acht Väter des Shingon-Buddhismus farbig abgebildet. Weiter werden dort zwei bekannte Teufelsmasken aus der Heian- beziehungsweise Kamakura-Zeit und zwei Glöckchen (唐金鈴, Tōkinrei) aufbewahrt.
Die Anhöhe hinter dem Tempel wird Kaifukiyama (貝吹山) genannt. Oben findet sich ein Fels mit einer etwa 3 × 3 m großen, ebenen Fläche, der Kaifuki-Fels genannt wird. Dort haben sich die Mönche aus besonderen Anlässen versammelt, wobei trichterförmige Muschel geblasen wurden. Das war das Kaifuki.